# Club Aurora
Il Club Aurora è una società calcistica boliviana, con sede a Cochabamba. Milita nella Primera División, la massima serie del campionato boliviano di calcio. 
Fu fondata il 27 maggio del 1935.

## Storia
Il Club Aurora è stato fondato il 27 maggio 1935 nei locali dello stabilimento Instituto Americano (Plaza Colón), precedentemente conosciuto come "La Alameda", dove attualmente risiedono gli uffici comunali. Il primo direttore del club fu Giovanni Cerruti; lo accompagnò in qualità di segretario il generale Rene Ruiz; tesoriere, Ferrel Humberto Lobo; delegati Ferrel Alberto Camacho e Walter de la Fuente; presidenti onorari, Timothy Ferrel de la Fuente, James Meyer, Israele Ferzt e Juan Iriarte; Regina del club fu eletta la signorina Lidia Gueiler Tejada.
Nel 1963, vinsero il Campeonato Nacional, parteciparono alla Copa Libertadores contro la Club Nacional de Football e il Club Cerro Porteño con una prestazione eccezionale del portiere Jose Issa, ricordato come il "ragno nero".
Furono campioni della Asociación de Futbol di Cochabamba negli anni 1961, 1963 e 1964.
Furono campioni della Liga del Futbol Profesional Boliviano nel 2008.
Parteciparono alla Copa Libertadores nell'edizione del 2009 confrontandosi con il Boyacá Chicó, l'Universidad de Chile e il Gremio, vennero eliminati al primo turno dopo aver perso tutte le partite. Nel 2011 ha partecipato alla Copa Sudamericana, essendosi qualificato per giocare la seconda fase del torneo contro il Club Nacional. La prima partita è stata giocata nell'Estadio Defensores del Chaco ad Asuncion, facendo un risultato di 1 - 1. Il match di ritorno giocato nella città di Cochabamba si è concluso con un punteggio di 5 -2, facendo una delle migliori partite della seconda fase della Copa Sudamericana per quell'anno.
Classificati per ottavi, affrontarono come padrone di casa il Vasco da Gama del Brasile, dopo una partita molto agguerrita riuscirono a vincere 3-1. La partita di ritorno si giocò a Rio de Janeiro con un punteggio di 8-3 per il Vasco de Gama, terminando così la loro partecipazione.

## Strutture
Estadio Félix Capriles

## Rosa Attuale
Aggiornata al 18 gennaio 2013.
| N. |                        | Ruolo | Calciatore              |
| -- | ---------------------- | ----- | ----------------------- |
| 1  | Bolivia (bandiera)     | P     | Luis Eduardo Galarza    |
| 2  | Bolivia (bandiera)     | D     | Diego Blanco            |
| 3  | Bolivia (bandiera)     | D     | Osvaldo Medina          |
| 4  | Paraguay (bandiera)    | D     | Carlos Ortíz            |
| 6  | Bolivia (bandiera)     | C     | Edgar Olivares          |
| 7  | Bolivia (bandiera)     | C     | Nicoll Taboada          |
| 9  | Argentina (bandiera)   | A     | Pablo Olmedo            |
| 10 | Stati Uniti (bandiera) | A     | Aly Hassan              |
| 11 | Bolivia (bandiera)     | A     | Rodrigo Vargas Touchard |
| 12 | Bolivia (bandiera)     | P     | Roberto Carlos Rivas    |
| 13 | Bolivia (bandiera)     | C     | Darwin Lora             |
| 14 | Bolivia (bandiera)     | D     | Ronald Rodríguez        |
| 15 | Bolivia (bandiera)     | D     | Jorge Miguel Ayala      |

| N. |                    | Ruolo | Calciatore                  |
| -- | ------------------ | ----- | --------------------------- |
| 16 | Bolivia (bandiera) | D     | Iván Huayhuata              |
| 18 | Bolivia (bandiera) | D     | Diego Bengolea              |
| 19 | Bolivia (bandiera) | D     | Vladimir Castellón          |
| 20 | Bolivia (bandiera) | C     | Jaime Robles                |
| 21 | Bolivia (bandiera) | C     | Carmelo Angulo              |
| 22 | Bolivia (bandiera) | C     | Mauricio Baldivieso         |
| 23 | Bolivia (bandiera) | C     | Diego Boris Gastón Villegas |
| 24 | Bolivia (bandiera) | C     | Henry Machado               |
| 25 | Bolivia (bandiera) | P     | Silvio Dulcich              |
| 26 | Bolivia (bandiera) | D     | Ramiro Mamani               |
| 27 | Bolivia (bandiera) | C     | Jaime Cardozo               |
| 28 | Bolivia (bandiera) | C     | Jaime Robles                |
| 29 | Bolivia (bandiera) | C     | Rodrigo Borda               |

| N. |                    | Ruolo | Calciatore              |
| -- | ------------------ | ----- | ----------------------- |
| 30 | Bolivia (bandiera) | D     | Caleb Cardozo           |
| 31 | Bolivia (bandiera) | D     | Oscar Julio Zenteno     |
| 32 | Bolivia (bandiera) | D     | Luis Ariel Jaldin       |
| 33 | Bolivia (bandiera) | C     | Sergio Eduardo Torrez   |
| 34 | Bolivia (bandiera) | P     | Manuel Sánchez Verazain |
| 35 | Bolivia (bandiera) | C     | Ramiro Mamani           |
| 36 | Bolivia (bandiera) | C     | Marcos Fabiano Peralta  |
| 38 | Brasile (bandiera) | P     | Mauro Machado           |
| 40 | Brasile (bandiera) | C     | Charles Da Silva        |
| 41 | Bolivia (bandiera) | A     | Stefano Andre Kukoc     |

## Palmarès

### Competizioni nazionali
- Campionato boliviano: 2

1963, Clausura 2008
- Copa Simón Bolívar: 2

2002, 2016-2017

### Altri piazzamenti
- Campionato boliviano:

Secondo posto: Apertura 2004, Clausura 2008
Terzo posto: Apertura 2010, Clausura 2010
- Copa Aerosur:

Finalista: 2004, 2011

## Risultati nelle competizioni CONMEBOL
- Coppa Libertadores: 2 partecipazioni

1964: Fase a gironi
2009: Fase a gironi
- Coppa Sudamericana: 3 partecipazioni

2004: Fase preliminare
2011: Ottavi di finale
2012: Secondo Turno